# Старорусская берестяная грамота № 35

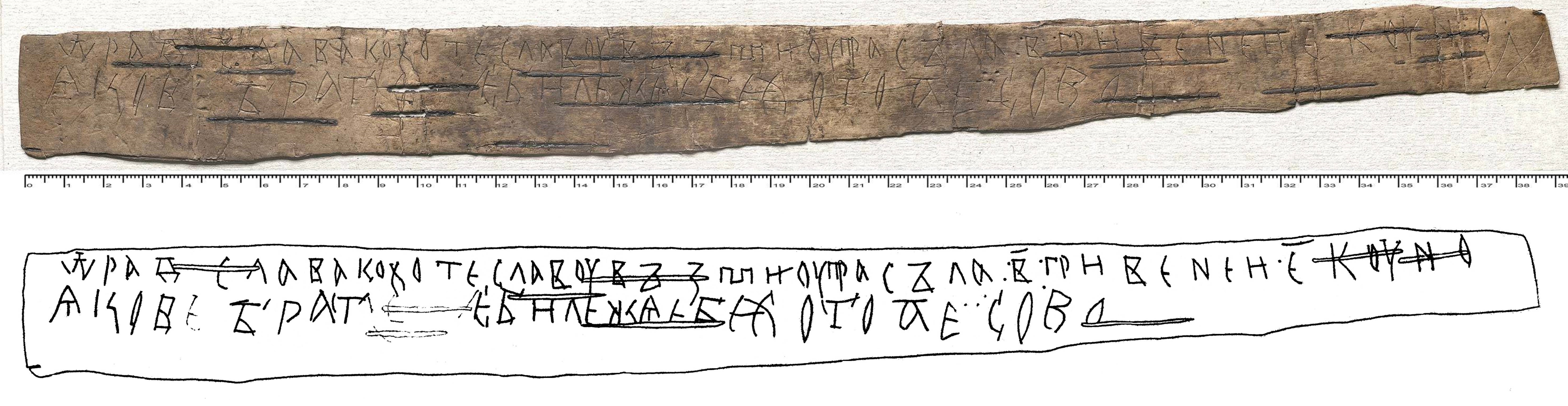
Старорусская берестяная грамота № 35

Старорусская берестяная грамота № 35 (Ст. Р. 35) — хорошо сохранившаяся берестяная грамота из Старой Руссы. Найдена в 1999 году.
Считается, что она была написана примерно в 1140‒1160 годах.
Содержит послание от Радослава к брату Хотеславу (указание взять деньги у прасола (торговца)), и язвительный ответ Хотеслава.
Хранится в Старорусском филиале Новгородского музея-заповедника.
В грамоте содержится одно из самых ранних употреблений русского мата, которое опровергает мнение о том, что вся обсценная лексика была заимствована русскими из татарского языка во время монголо-татарского ига.

## Текст
ѿ радослава ко хотеславоу възми у прасъла:в҃:гривенеи:е҃:коуно//ѧкове брате еби лежѧ ебехото аесово
В конце записки от Радослава к Хотеславу с просьбой взять у торговца деньги другим почерком приписано: «ѧковебратеебилежѧ» («Якове, брате, еби лежа»). Примерный смысл этой пометки — «Яков, брат, не оригинальничай», «будь как все», «не выёбывайся».
Дальше по адресу Якова прибавлены ещё два замысловатых ругательства: ебехота — похотливый, и аесова — «сователь яйца». По одной версии, Яков — это христианское имя Радослава, и Хотеслав так отреагировал на просьбу брата. По другой, Яков — это, наоборот, Хотеслав, а Радослав решил собственноручно прибавить к записанному писцом посланию грубовато-шуточное приветствие брату (в пользу этого говорит то, что два ругательных слова вместе напоминают имя Хотеслав).